# Слоутсбърг
Слоутсбърг (на английски: Sloatsburg) е село в окръг Рокланд, щат Ню Йорк, Съединени американски щати. Наречено е на Стивън Слоут, собственик на създадена през 1760-те кръчма, около която се образува селото. Населението на Слоутсбърг е 3148 души (по приблизителна оценка от юли 2017 г.).
В Слоутсбърг е роден адмирал Джон Слоут (1781 – 1867).